# بالافي باترا
بالافي باترا (بالإنجليزية: Pallavi Batra)‏ (من مواليد 2 مايو 1989 في نيودلهي، الهند) هي ممثلة ومقدمة برامج تلفزيونية وفنانة صوتية هندية.

## وصلات خارجية
- بالافي باترا على موقع IMDb (الإنجليزية)
- بالافي باترا على موقع قاعدة بيانات الفيلم (الإنجليزية)
- بالافي باترا على موقع كينوبويسك (الروسية)